# Mette Barlie
Mette Barlie (23 de abril de 1964) es una deportista noruega que compitió en lucha libre. Ganó dos medallas de plata en el Campeonato Mundial de Lucha, en los años 1995 y 1997, y tres medallas en el Campeonato Europeo de Lucha entre los años 1996 y 1998.

## Palmarés internacional
| Campeonato Mundial | Campeonato Mundial         | Campeonato Mundial | Campeonato Mundial |
| Año                | Lugar                      | Medalla            | Categoría          |
| ------------------ | -------------------------- | ------------------ | ------------------ |
| 1995               | Moscú (Rusia)              | Medalla de plata   | 44 kg              |
| 1997               | Clermont-Ferrand (Francia) | Medalla de plata   | 46 kg              |
| Campeonato Europeo |                            |                    |                    |
| Año                | Lugar                      | Medalla            | Categoría          |
| 1996               | Oslo (Noruega)             | Medalla de bronce  | 47 kg              |
| 1997               | Varsovia (Polonia)         | Medalla de plata   | 46 kg              |
| 1998               | Bratislava (Eslovaquia)    | Medalla de plata   | 46 kg              |